# 観音寺市
観音寺市（かんおんじし）は、香川県の西端に位置する市。西讃地域の中心都市である。
気候は南の讃岐山脈や四国山地、北は中国山地の影響もあり台風などの自然災害は比較的少ない。勇壮なちょうさ祭りが有名である。

## 地理

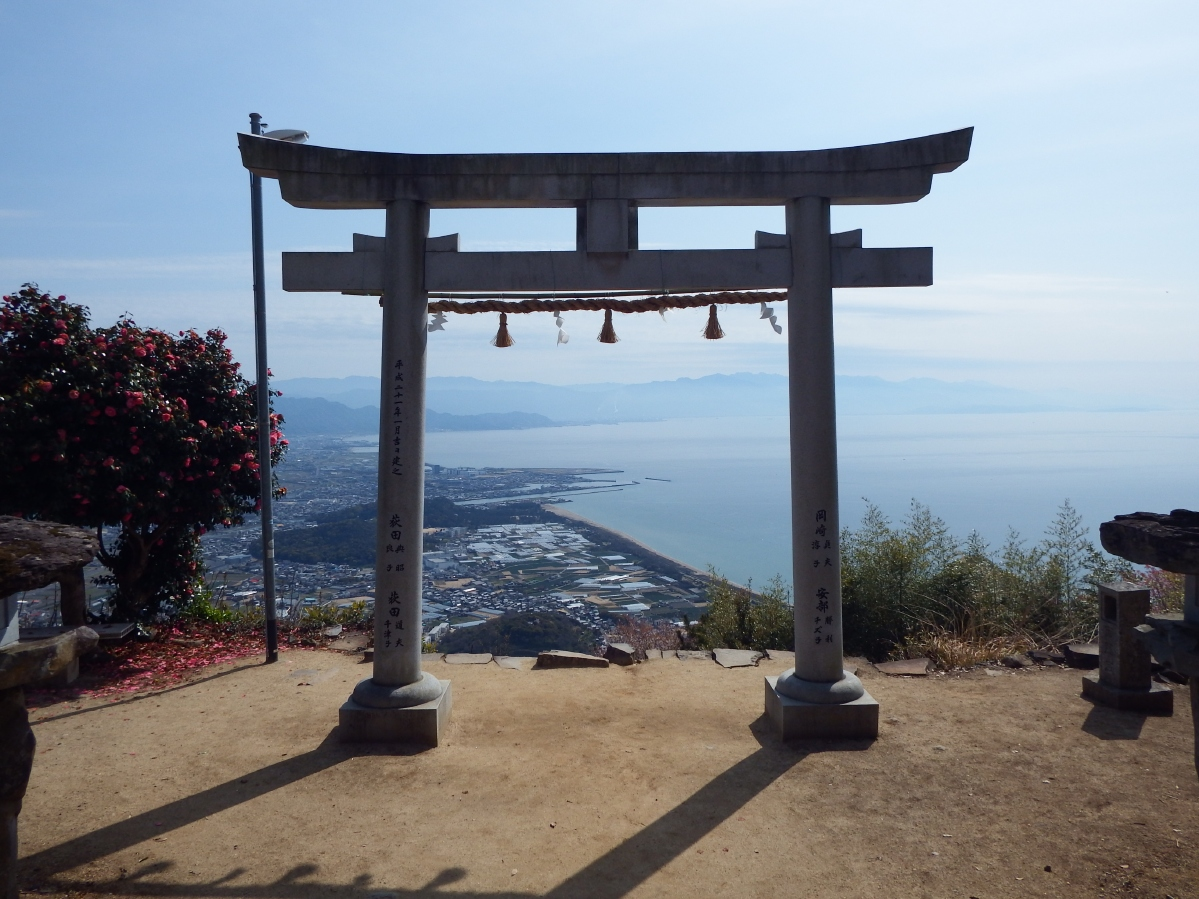
高屋神社本宮（七宝山系の稲積山）から市街方向を望む

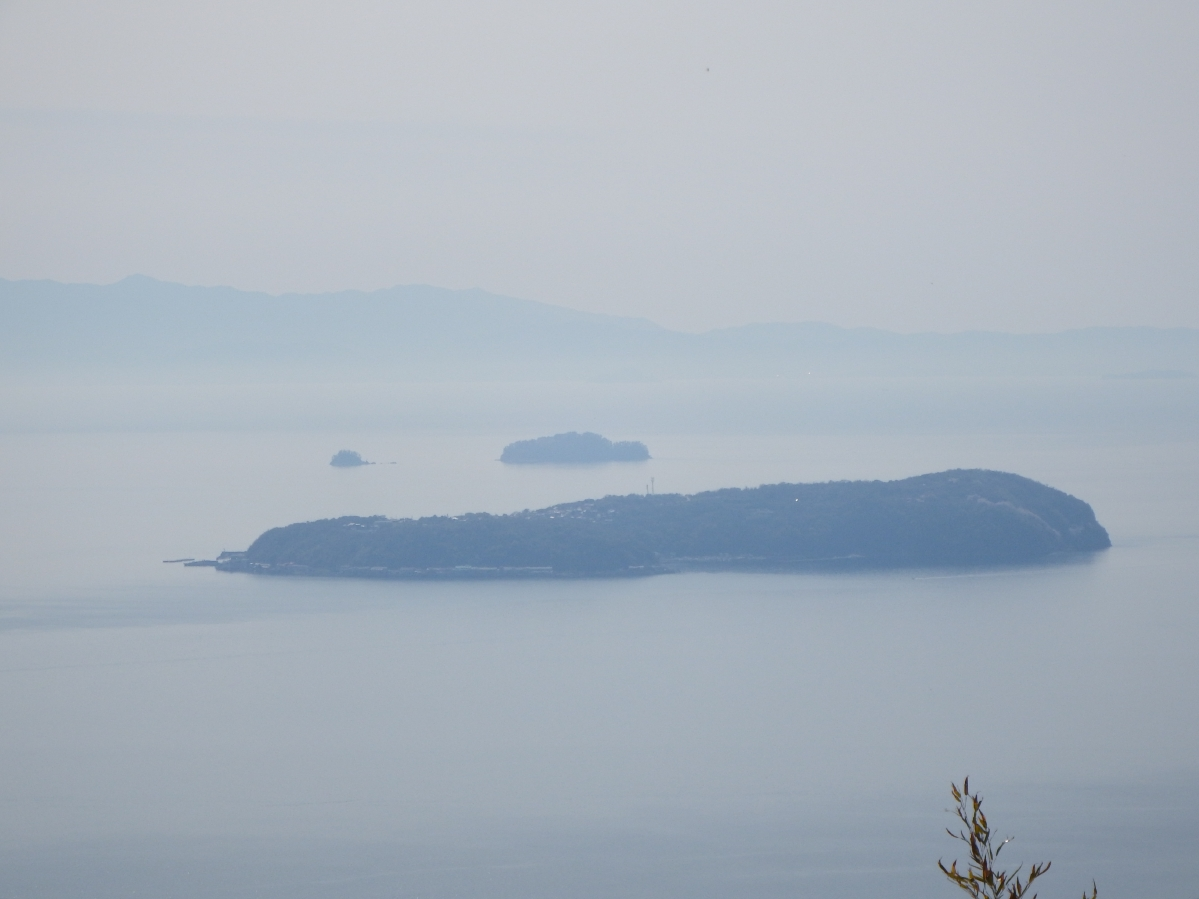
高屋神社本宮より

観音寺市中心部周辺の空中写真。
2021年1月20日撮影の14枚を合成作成。。

西は瀬戸内海に面し、南は讃岐山脈を隔てて徳島県と接する。北西に七宝山があり、西の燧灘に向かって川が流れ三角州を形成している。
- 山：七宝山、雲辺寺山、江甫草山、琴弾山、興昌寺山、母神山、稲積山、菩提山、ほか
- 河川：財田川、柞田川、一ノ谷川、吉田川、唐井出川ほか
- 湖沼：豊稔池ダム、一ノ谷池、仁池、ほか多数
- 島：伊吹島、円上島、股島、小股島、オゴ岩

## 歴史
- 2基の古墳が知られている。一つは原町の青塚古墳で、帆立貝形の前方後円墳で、墳丘の長さは約43メートルで周濠をめぐらしている。もう一つは室本の丸山古墳で、径約25メートルの円墳である。共に竪穴式石室を持ち、刳り抜き式舟形石棺で、石材に阿蘇の凝灰岩を使用している。
- 三野郡本山郷に属した本大町（本大村（もとのおおむら）の一部）を除く市域のほとんどは、豊田郡（坂本郷、山本郷、紀伊郷、柞田郷、高屋郷、姫江郷、和田郷）に属した。
- 703年（大宝3年）3月21日、神宮寺（当時は法相宗）住職の日証上人が、琴弾八幡宮を創建した。
- 807年（大同2年）、空海が神宮寺に聖観世音菩薩を安置して後、観音寺と呼ばれるようになる。

### 沿革
- 酒屋町、鍛冶分、大工分、寺家分をまとめて観音寺村と呼ぶ。後に茂木町が加わる。
- 1874年（明治7年）9月28日 名東県布告[2]
  - 観音寺村、上市浦、下市浦、中洲浦、仮屋浦、坂本村が合併して観音寺村が誕生。
  - 黒渕村、北岡村、山田尻村、大畑村が合併して柞田村が誕生。
  - 東高屋村、西高屋村が合併して高屋村が誕生。
- 1889年（明治22年）12月28日 姫浜村、和田浜村が合併して姫之江村が誕生。
- 1890年（明治23年）2月15日 市町村制施行
  - 観音寺村、伊吹島が合併して観音寺町が誕生。
  - 高屋村、室本浦が合併して高室村が誕生。
  - 植田村、流岡村、村黒村、出作村が合併して常磐村が誕生。
  - 新田村、原村、池之尻村が合併して豊田村が誕生。
  - 古川村、吉岡村、中田井村、三野郡本大村（一部）が合併して一ノ谷村が誕生。
  - 大野原村、花稲村が合併して大野原村が誕生。
  - 井関村、田野々村、海老済村、内野々村、有木村が合併して五郷村が誕生。
  - 丸井村、福田原村、青岡村、木之郷村が合併して紀伊村が誕生。
  - 中姫村、萩原村、村制施行。
  - 5月 箕浦、和田村が合併して和田村が誕生。
- 1898年（明治32年）4月1日
  - 三野郡、豊田郡が合併して三豊郡が誕生[3]。
- 1899年（明治33年）2月11日
  - 姫之江村が町制をしき豊浜町が誕生[3]。
- 1929年（昭和4年）4月1日
  - 大野原村に中姫村を編入。
- 1948年
  - 日本で唯一の「海防団」を条例により設置。
- 1949年（昭和24年）1月1日
  - 観音寺町から分離して伊吹村を設置
- 1955年（昭和30年）～1956年（昭和31年）昭和の大合併
  - 1月1日 観音寺町・高室村・常磐村・柞田村の1町3村が合併、市制施行し（旧）観音寺市が誕生。
  - 2月11日 大野原村、五郷村、萩原村が合併し大野原町が誕生。
  - 4月1日  豊浜町が和田村を編入。
  - 4月10日
    - （旧）観音寺市が豊田村、粟井村、紀伊村大字木之郷を編入。
    - 大野原町が紀伊村の大部分を編入。

1956年（昭和31年）
  - 9月、（旧）観音寺市が一ノ谷村、伊吹村を編入。
1957年（昭和32年）4月1日 初代の市章を制定する[4]。
- 1970年（昭和45年）11月3日
  - （旧）観音寺市、市民憲章を制定。
1974年（昭和49年）
  - （旧）観音寺市、市の木と市の花を選定。
2005年（平成17年）10月11日平成の大合併
  - （旧）観音寺市・三豊郡大野原町・豊浜町が対等合併し（新）観音寺市発足。同時に2代目の市章を制定する[注 2]。
- 2015年（平成27年）5月7日 - 市役所新庁舎を開庁[5]。

### 旧観音寺市
- 歴代市長

1. 西原理一（3期）（1955年（昭和30年）2月14日 - 1967年（昭和42年）2月12日）
2. 横山武平（1期）（1967年（昭和42年）2月13日 - 1971年（昭和46年）2月12日）
3. 西原理一（1期）（1971年（昭和46年）2月13日 - 1975年（昭和50年）2月12日）
4. 加藤義和（4期）（1975年（昭和50年）2月13日 - 1991年（平成3年）2月12日）
5. 今津禮二郎（1期）（1991年（平成3年）2月13日 - 同年5月20日、同年7月1日 - 1995年（平成7年）6月29日）
6. 白川晴司（3期）（1995年（平成7年）6月30日 - 2005年（平成17年）10月10日）

### 人口
| |                                          |  |
| 観音寺市と全国の年齢別人口分布（2005年） | 観音寺市の年齢・男女別人口分布（2005年） |  |
| ■紫色 ― 観音寺市 ■緑色 ― 日本全国 | ■青色 ― 男性 ■赤色 ― 女性                |  |
| 観音寺市（に相当する地域）の人口の推移 \| 1970年（昭和45年） \| 66,653人 \| \| \| 1975年（昭和50年） \| 67,420人 \| \| \| 1980年（昭和55年） \| 68,435人 \| \| \| 1985年（昭和60年） \| 69,308人 \| \| \| 1990年（平成2年） \| 68,436人 \| \| \| 1995年（平成7年） \| 67,542人 \| \| \| 2000年（平成12年） \| 66,555人 \| \| \| 2005年（平成17年） \| 65,226人 \| \| \| 2010年（平成22年） \| 62,690人 \| \| \| 2015年（平成27年） \| 59,409人 \| \| \| 2020年（令和2年） \| 57,438人 \| \| |                                          |  |
| 総務省統計局 国勢調査より |                                          |  |
| 1970年（昭和45年） | 66,653人                                 |  |
| 1975年（昭和50年） | 67,420人                                 |  |
| 1980年（昭和55年） | 68,435人                                 |  |
| 1985年（昭和60年） | 69,308人                                 |  |
| 1990年（平成2年） | 68,436人                                 |  |
| 1995年（平成7年） | 67,542人                                 |  |
| 2000年（平成12年） | 66,555人                                 |  |
| 2005年（平成17年） | 65,226人                                 |  |
| 2010年（平成22年） | 62,690人                                 |  |
| 2015年（平成27年） | 59,409人                                 |  |
| 2020年（令和2年） | 57,438人                                 |  |

## 行政

### 歴代市長
旧観音寺市長
| 代 | 氏名       | 就任   | 退任   | 備考 |
| -- | ---------- | ------ | ------ | ---- |
| 1  | 西原理一   | 1955年 | 1967年 |      |
| 2  | 横山武平   | 1967年 | 1971年 |      |
| 3  | 西原理一   | 1971年 | 1975年 |      |
| 4  | 加藤義和   | 1975年 | 1991年 |      |
| 5  | 今津禮二郎 | 1991年 | 1995年 |      |
| 6  | 白川晴司   | 1995年 | 2005年 |      |

観音寺市長
- 市長職務執行者 平野清（旧大野原町長）（2005年（平成17年）10月11日 - 同年11月13日）
- 初代 白川晴司（旧観音寺市長）（2005年（平成17年）11月14日 - ）
  - 2005年（平成17年）11月13日告示の市長選挙に立候補し、無投票で選出された。
  - 任期満了に伴う2009年11月8日投開票の市長選挙に立候補し、新人に大差で再選を果たした[6]。
- 2代 佐伯明浩　元香川県議会議員、元運輸大臣秘書官、元衆議院議員秘書　（2021年（令和3年）11月20日　-　）
  - 2021年（令和3年）11月7日告示・同14日投開票の市長選に立候補し、無所属新人で元衆議院議員秘書の城本宏を3,731票差で破り、初当選した。

| 代 | 氏 名    | 就任           | 退任           | 備考 |
| -- | -------- | -------------- | -------------- | ---- |
| 1  | 白川晴司 | 2005年11月14日 | 2021年11月19日 |      |
| 2  | 佐伯明浩 | 2021年11月20日 | 現在           |      |

### 衆議院
- 任期 ： 2021年（令和3年）10月31日 - 2025年（令和7年）10月30日（「第49回衆議院議員総選挙」参照）

| 選挙区                                                                    | 議員名     | 党派名     | 当選回数 | 備考   |
| ------------------------------------------------------------------------- | ---------- | ---------- | -------- | ------ |
| 香川県第3区（観音寺市、丸亀市（旧丸亀市域）、三豊市、善通寺市、仲多度郡） | 大野敬太郎 | 自由民主党 | 4        | 選挙区 |

## 経済

### 産業

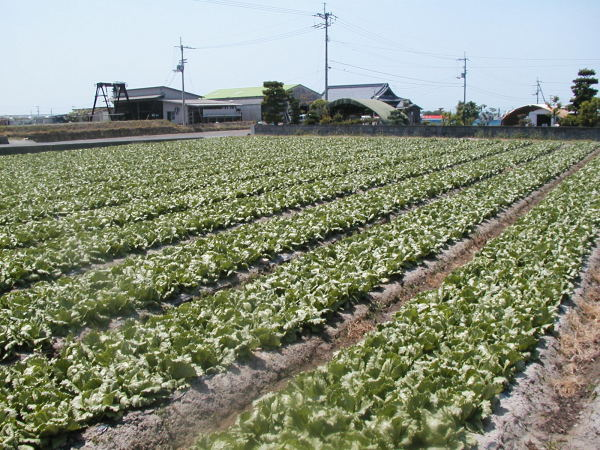
レタス畑（豊浜町）

- 冷凍食品（テーブルマーク、カトキチブランド）
  - かつての本社所在地。現在は東京都中央区に移転。
- 農業
  - レタス（らりるれレタス）、たまねぎ、セロリ、梨、綿、ネギ、ブロッコリー、金時にんじん
そのうちレタスは特に多く生産されている。2003年（平成15年）の統計によると香川県（国内3位の作付面積、4位の収穫量）において、その面積・収穫量の約4割は大野原町である。ちなみに、三豊・観音寺で6割を生産している。
- 漁業（いりこ製造、伊吹いりこ）
  - いりこの水揚げ量は全国でも有名で、そのため観音寺市は「いりこだ市」を名乗るほど。
- 製造業
  - 讃岐味噌（イヅツみそ)
  - ユニ・チャームプロダクツ(衛生用品)
- 産業人口（e-Statより2005年の統計）
  - 第一次産業: 4,482人
  - 第二次産業: 11,161人
  - 第三次産業: 17,628人

### 宅配便
佐川急便は四国中央営業所（旧・川之江店）が市内を管轄しているが、同営業所は四国中央市ではなく市内（箕浦工業団地）に所在する。一方で、佐川の場合、当の四国中央市(旧・土居町)には新居浜営業所が存在するという、妙な現象が発生している。

## 姉妹都市・提携都市
- 草津市（滋賀県）
  - 1982年（昭和57年）10月22日姉妹都市提携
- 真狩村（北海道）
  - 1991年（平成3年）旧大野原町と姉妹都市提携
- アップルトン市（アメリカ合衆国 ウィスコンシン州）
  - 1988年（昭和63年）1月27日姉妹都市提携
- 即墨市（中華人民共和国 山東省青島市）
  - 2000年（平成12年）7月27日友好都市提携（三豊広域）

## 地域

### 観音寺地区

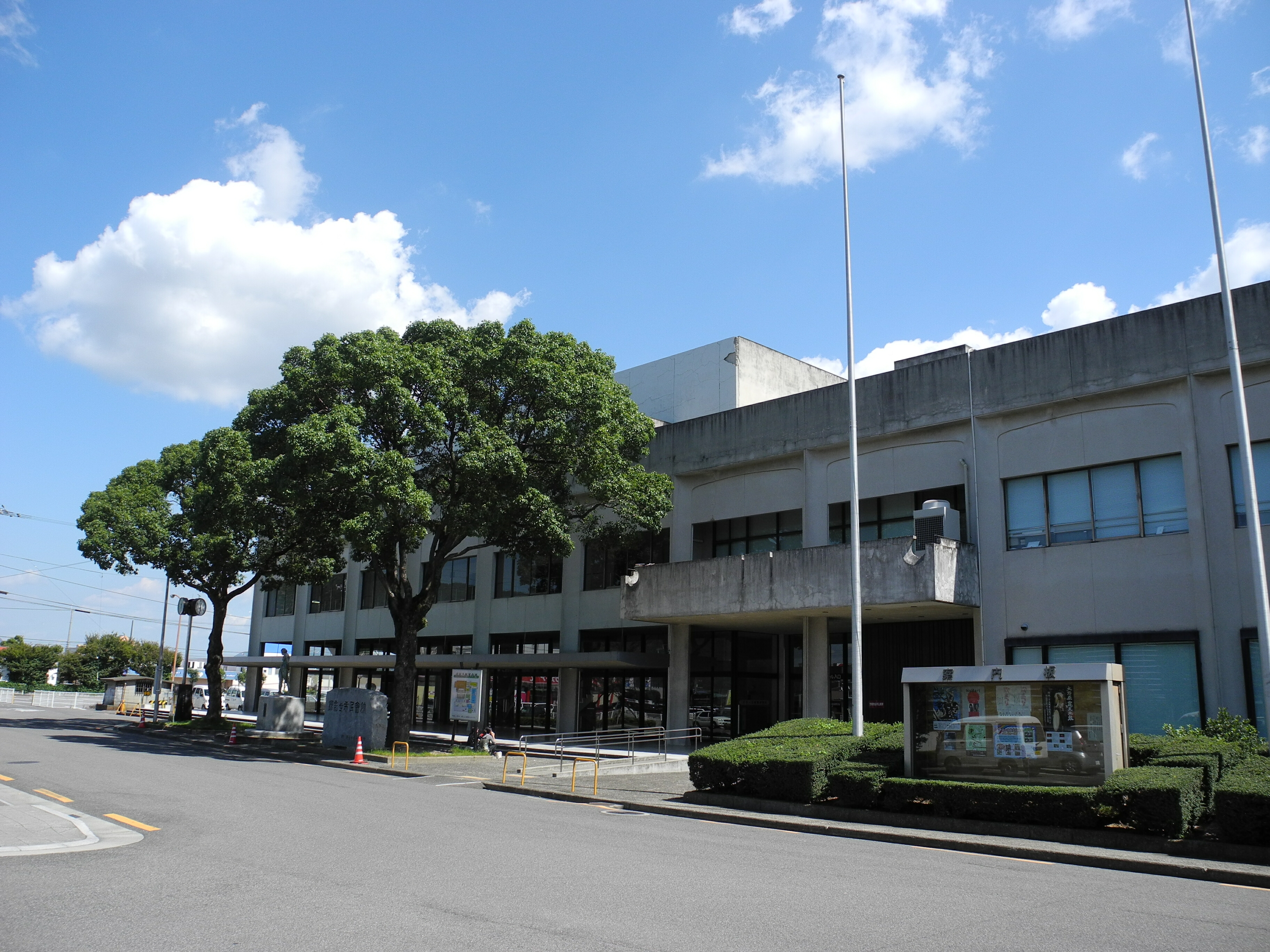
旧観音寺市民会館

観音寺町（かんおんじちょう）財田川と一ノ谷川に挟まれた地域。住居表示の未施行地域。観音寺市民会館が坂本町より移転・建て替えがなされた。倉敷紡績観音寺工場跡地に小学校等を統合する計画が立てられ、旧観音寺南小学校と旧観音寺東小学校を統合する形で、観音寺小学校が2014年に開校した。
有明町（ありあけちょう）財田川河口の右岸に位置し、琴弾公園、煉瓦工場跡、温泉等がある、市の観光の中心地。旧寺家分の一部。1985年12月2日住居表示実施。
八幡町（やはたちょう）古くは坂本村の飛び地であり、社家、川北といった。また、琴弾八幡宮、観音寺があるあたりが、坂本郷寺家分であった。琴弾八幡宮大祭では、観音寺地区のちょうさが全て集まり、その勇壮な姿を競う。1985年12月2日住居表示実施。
坂本町（さかもとちょう）旧坂本郷坂本村。坂らしい坂はなく古に坂本臣とゆかりによってついた名と考えられている。現在は、市の行政の中心地であり、坂本町一丁目に市役所、中央図書館等がある。香川県道237号黒渕本大線沿いは近年拡幅に伴い、大型商業施設の出店が相次ぐ。老朽化した市役所は建て替え、市民会館は観音寺町に移転・建て替えがなされた。2002年12月9日住居表示実施。
天神町（てんじんちょう）香川県立観音寺総合高等学校がある。地名は、菅原神社があることから。2003年11月10日住居表示実施。
茂木町（しげきちょう）その名の通り、木が茂っていたことからついた。水道局、香川県立観音寺第一高等学校がある。2004年11月15日住居表示実施。
茂西町（しげにしちょう）茂木町の西隣の住宅街だが県道観音寺佐野線沿いには商店が並んでいる。2010年11月15日住居表示実施。
幸町（さいわいちょう）茂木町の西隣の住宅街。2010年11月15日住居表示実施。
西本町（にしほんまち）港・仮屋・加茂田・元・蛭子地区の東側が2010年11月15日住居表示実施により西本町となった。
港町（みなとまち）港・仮屋・加茂田・元・蛭子地区の港寄り西側が2010年11月15日住居表示実施により港町となった。
栄町（さかえまち）予讃線観音寺駅がある。予讃線と一ノ谷川に挟まれた商業地域である。2007年11月19日住居表示実施。
昭和町（しょうわちょう）駅南側の住宅街。2002年2月12日住居表示実施。
南町（みなみまち）駅西側の住宅街。2007年3月5日住居表示実施。
琴浪町（ことなみちょう）住居表示の際に琴浜町と大浪町の名を合わせてつけられた。かつて競輪場があった（2012年3月閉場）。1989年11月6日住居表示実施。
三本松町（さんぼんまつちょう）港の南側に位置する住宅街。1989年11月6日住居表示実施。
瀬戸町（せとちょう）港の南に位置する埋め立て地。主に住宅街であり、給食センターがある。1989年11月6日住居表示実施。

### 伊吹地区
伊吹町（いぶきちょう）港から沖合い10kmの燧灘に浮かぶ伊吹島を中心とする島々からなる。早くから人が住んでおり、坂本郷に属した。カタクチイワシ漁（いりこ加工業）が盛ん 。四季折々に江戸時代以前からの民俗 宗教行事が続けられている。全国的にも珍しいアクセントの方言がある。

### 高室地区

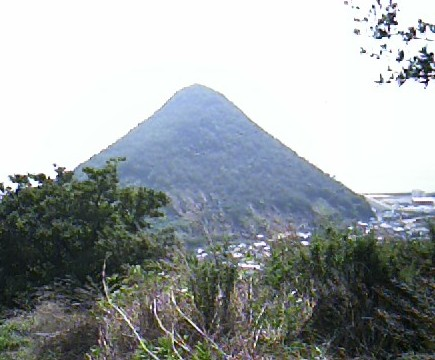
江甫草山

室本町（むろもとちょう）旧高屋郷室本村。麹の製造が盛んなことから、こうじ室（むろ）の本というわけで、その名がついた。市の北端に位置し、江甫草山（つくもやま）から、興昌寺山の北側一帯では、ハウス栽培が盛ん。阪大微研観音寺研究所がある。
高屋町（たかやちょう）旧高屋郷高屋村。七宝山山麓で、苧扱川（うこくがわ）が流れる、田園地帯。稲積山高屋神社では付近の神社と異なり春に高屋祭りが行なわれ、満開の桜とちょうさのコラボレーションが見られる。

### 常磐地区
植田町（うえだちょう）旧坂本郷植田村。
出作町（しゅっさくちょう）旧坂本郷出作村。坂本村の住民が開拓し、やがて村ができた地。公的には「しゅっさく」であるが、「すっさく」と呼ばれる事が多い。
流岡町（ながれおかちょう）旧高屋郷流岡村。加麻良神社（かまらじんじゃ）に祭られている神（加麻良神）が神田（三豊市山本町）の地から流れ着いて鎮まった岡が名の由来である。
村黒町（むらぐろちょう）旧高屋郷村黒村。医療機関・松井病院の所在地。

### 一ノ谷地区
中田井町（なかだいちょう）西嶋八兵衛が寛永11年から築き始め、同16年に完成させた一ノ谷池がある。山本郷に属した。
古川町（ふるかわちょう）旧山本郷古川村。
本大町（もとだいちょう）旧三野郡本之大村。飲食店が多く立ち並び、また、国道11号と市街、三豊市財田町等を結ぶ道が交わり、交通の要所となっている。
吉岡町（よしおかちょう）旧高屋郷吉岡村。

### 豊田地区
池之尻町（いけのしりちょう）仁池の後ろ側にあることから名がついた旧山本郷池尻村。
新田町（しんでんちょう）この地は山本郷に属し、昔（おそらく江戸時代）、西山九郎右衛門が新しく開墾して新田と呼ばれていたのが村名となった。
原町（はらちょう）古くは、野田原と呼ばれていたが開墾され、野田の原村となり、野田が取れて原村となった。山本郷に属した。

### 柞田地区
柞田町（くにたちょう）旧柞田郷。南海道の柞田駅があり、柞田庄があった。市の南側に位置し、人口の増加が多い地域。遠浅の海岸を干拓した三豊干拓に山田産業団地がある。かつては、当地に観音寺海軍航空隊（海軍観音寺飛行場）が存在した。毎年10月の第二土、日曜日に柞田秋祭りが開催され須賀神社、日枝神社、山田神社、境八幡神社の各神社でちょうさが奉納される。

### 粟井・木之郷地区
粟井町（あわいちょう）旧紀伊郷粟井村。昔、阿波国の天玉命を讃岐国の忌部氏等が迎えてここに祭ったことから名がついたと伝わる。
木之郷町（きのごうちょう）旧紀伊郷木郷村。景行天皇の皇女の和田姫命がこの地に住んで、姫郷といっていたのがなまったといわれている。池の尻との境の母神山には、古墳が多くある。

### 大野原地区
大野原町大野原（おおのはらちょうおおのはら）観音寺市大野原支所がある。小山、上ノ段、下組の3地域に分かれる。
大野原町中姫（おおのはらちょうなかひめ）
大野原町花稲（おおのはらちょうはないな）安産の神を祭っている一方宮がある。下記、#名所・旧跡・観光スポット・祭事・催事の欄参照

### 萩原地区
大野原町萩原（おおのはらちょうはぎはら）萩原寺を中心に古くから開けていた地域。

### 紀伊地区
大野原町青岡（おおのはらちょうあおおか）旧紀伊郷青岡村。
大野原町丸井（おおのはらちょうまるい）旧紀伊郷丸井村。
大野原町福田原（おおのはらちょうふくだはら）旧紀伊郷福田原村。

### 五郷地区
大野原町有木（おおのはらちょうありき）愛媛への道と徳島への道の分岐点である。五郷ダムがある。
大野原町海老済（おおのはらちょうえびすくい）有木からさらに徳島県側へ進んだところに位置する。県境の曼陀トンネルは香川県で最初の有料道路として建設された。（現在は、無料。）
大野原町井関（おおのはらちょういせき）五郷の中で一番平野側に位置する。五郷ダムと豊稔池からの水を湛える井関池がある。
大野原町内野々（おおのはらちょううちのの）井関からは柞田川の右岸側（東側）に位置する。雲辺寺ロープウェイ山麓駅がある。
大野原町田野々（おおのはらちょうたのの）有木から愛媛県側へと進むと豊稔池石積式アーチダムや、もみじで有名な法泉寺がある。

### 豊浜地区
梨の栽培が盛ん。
豊浜町姫浜（とよはまちょうひめはま）ちょうさ祭りでは、豊浜町のちょうさが集まる一の宮神社や一の宮海水浴場、豊浜駅がある。
豊浜町箕浦（とよはまちょうみのうら）箕浦駅、箕浦工業団地、道の駅とよはまがある。また、箕浦漁港が未来に残したい漁業漁村の歴史文化財産百選に選ばれた。
豊浜町和田（とよはまちょうわだ）吉田川上流の姥ヶ懐池には悲しい伝説が残る。
豊浜町和田浜（とよはまちょうわだはま）海岸の埋立地には工場も多い。観音寺市豊浜支所がある。

## 教育

### 大学
- なし

### 高等学校
- 香川県立観音寺総合高等学校
- 香川県立観音寺第一高等学校

### 中学校
市立
- 観音寺市立伊吹中学校
- 観音寺市立大野原中学校
- 観音寺市立観音寺中学校

- 観音寺市立豊浜中学校
- 観音寺市立中部中学校

組合立
- （三豊市観音寺市学校組合立三豊中学校） - 所在は三豊市

### 小学校
全て市立。
2008年（平成20年）6月に観音寺市教育委員会が観音寺市立学校再編計画検討委員会に諮問していた「観音寺市立幼・小・中学校の適正規模・適正配置の基本的考え方並びに再編整備の具体的方策について」の答申（）が2009年（平成21年）4月14日に出され、複数の小学校が統合された。廃校については香川県小学校の廃校一覧を参照。
- 観音寺市立粟井小学校
- 観音寺市立一ノ谷小学校
- 観音寺市立伊吹小学校
- 観音寺市立大野原小学校
- 観音寺市立観音寺小学校

- 観音寺市立柞田小学校
- 観音寺市立高室小学校
- 観音寺市立常磐小学校
- 観音寺市立豊田小学校
- 観音寺市立豊浜小学校

### 特別支援学校
- 香川県立香川西部養護学校

## 交通

### 鉄道路線
- JR四国予讃線
  - （三豊市） - 観音寺駅 - 豊浜駅 - 箕浦駅 - （四国中央市）
- 中心となる駅：観音寺駅

### ロープウェイ
- 四国ケーブル
  - 雲辺寺ロープウェイ

### 道路

#### 高速道路
- 高松自動車道
  - 観音寺BS - 5 大野原IC - 豊浜SA
善通寺方面から旧観音寺市域へは三豊市内にあるさぬき豊中ICのほうが近い。

#### 一般国道
- 国道11号
- 国道377号

#### 県道
- 主要地方道
  - 香川県道5号観音寺池田線
  - 香川県道6号込野観音寺線
  - 香川県道8号観音寺佐野線

- - 香川県道9号大野原川之江線
  - 香川県道21号丸亀詫間豊浜線
  - 香川県道24号善通寺大野原線
  - 香川県道49号観音寺善通寺線

- 一般県道
  - 香川県道235号室本港線
  - 香川県道236号室本流岡線
  - 香川県道237号黒渕本大線
  - 香川県道238号観音寺港線
  - 香川県道239号観音寺港観音寺停車場線
  - 香川県道240号粟井観音寺線

- - 香川県道241号丸井萩原豊浜線
  - 香川県道242号福田原観音寺線
  - 香川県道243号豊浜停車場線
  - 香川県道244号先林姫浜線
  - 香川県道245号豊浜港線
  - 香川県道262号伊吹循環線
  - 香川県道270号丸亀琴平観音寺自転車道線

#### 道の駅

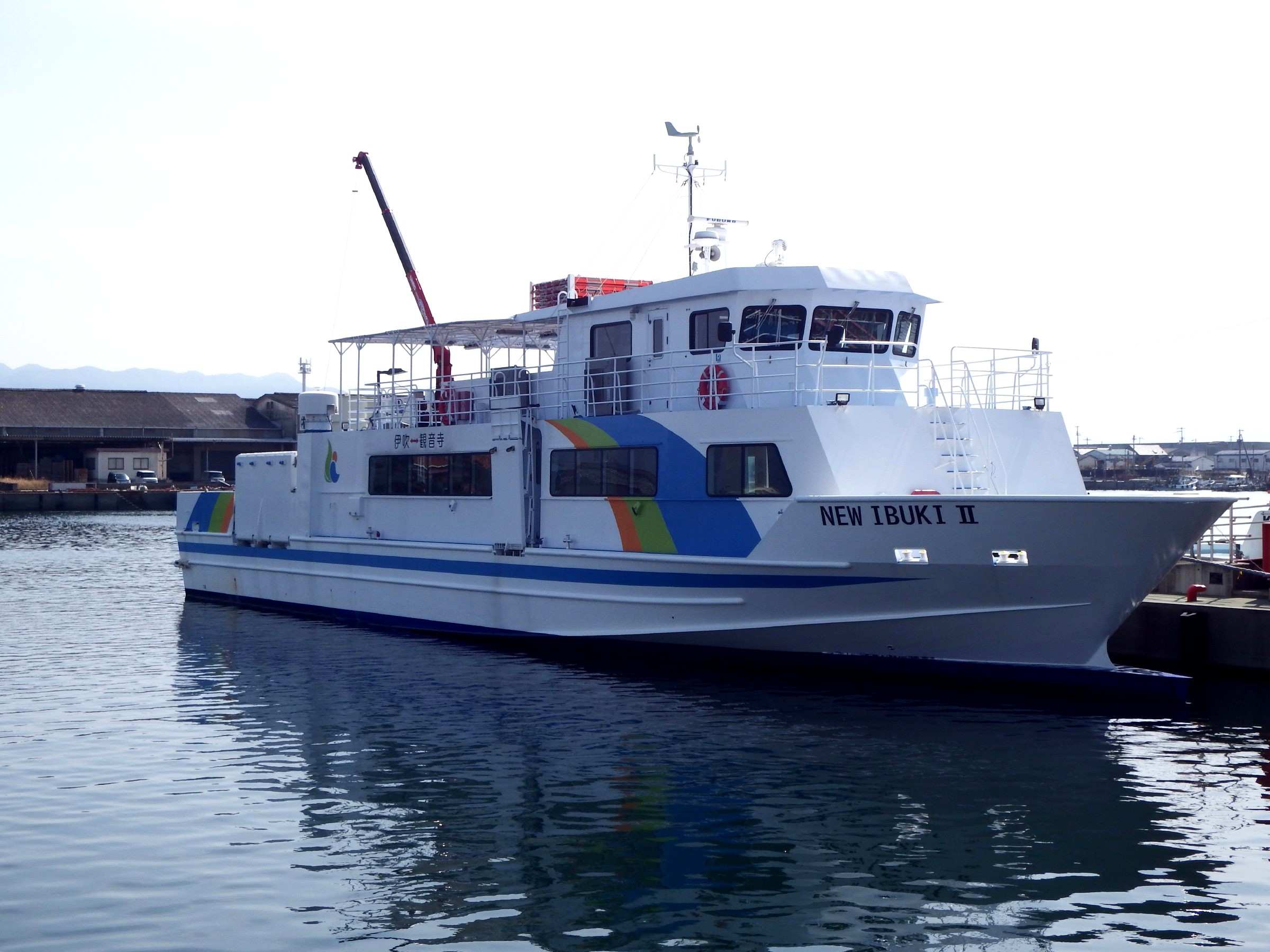
観音寺港　NEW IBUKIⅡ

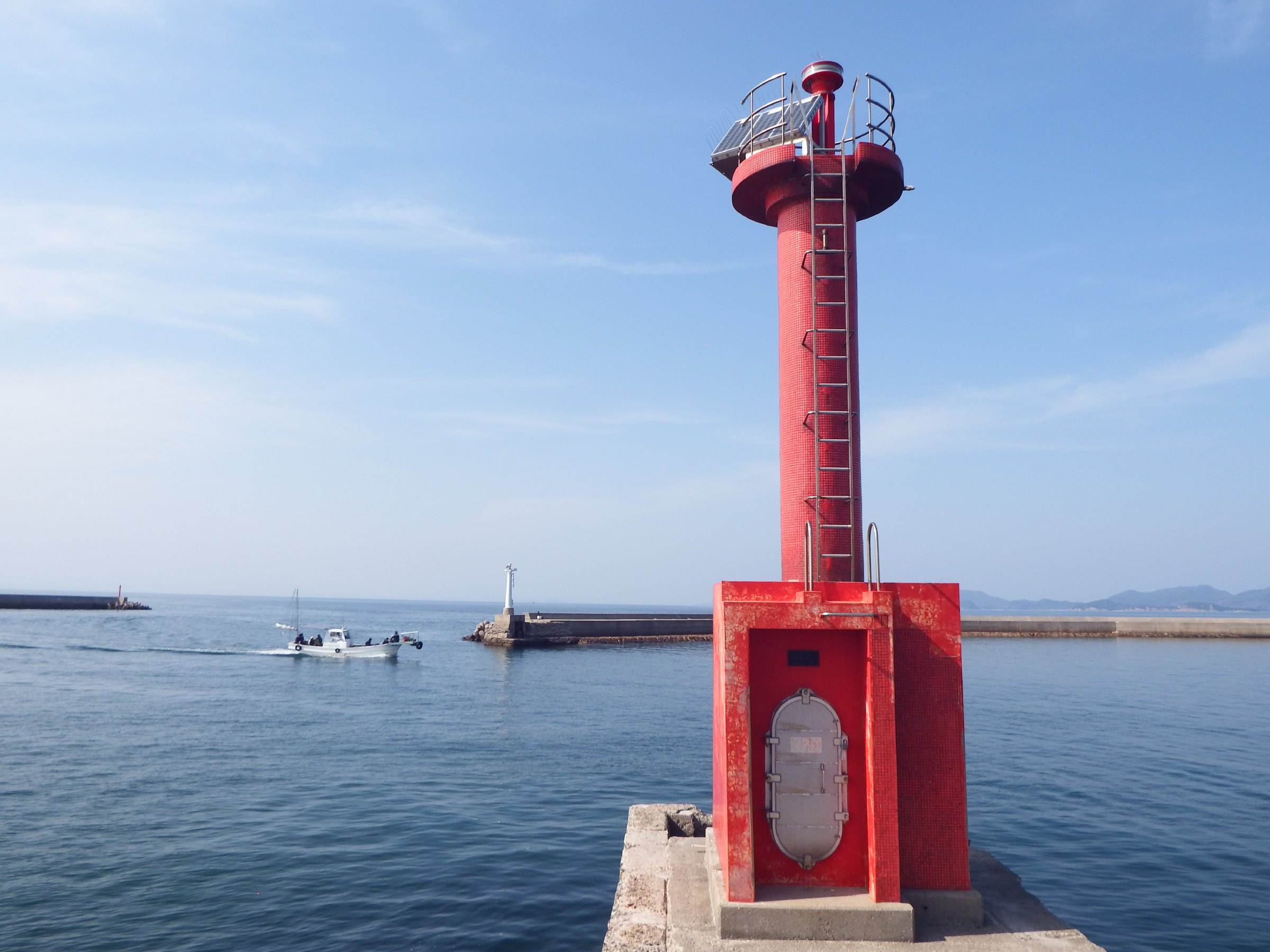
観音寺港の赤灯台と青灯台

- ことひき
- とよはま

### 船舶
観音寺港と伊吹島の真浦港を結ぶ伊吹航路がある。
- 観音寺港
- 室本港
- 花稲漁港
- 豊浜港
- 関谷港
- 箕浦漁港 - 未来に残したい漁業漁村の歴史文化財産百選
- 真浦港（伊吹島）
- 北浦港（伊吹島）

### バス
琴平参宮電鉄（当時）の撤退後、民間事業者によるバス路線は存在しない。
- 観音寺市のりあいバス - 市内を循環するコミュニティバス 現在5路線を持っている

## メディア

### 新聞
- 四国新聞観音寺支局

### 放送

#### ケーブルテレビ
- 三豊ケーブルテレビ放送

#### 地上波テレビ放送
平野部の多くでは基本的に善通寺市・三豊市市境の大麻山にある「西讃岐中継局」を受信する。山陰になるなどでそれが出来ない地域には個別に中継局が設置されているが（観音寺中継局、観音寺室本中継局）、NHKもしくはNHKとRNCしか電波を出していないためケーブルテレビなどに加入して全チャンネルを視聴している。また伊吹島では「岡山局」を受信するため、島内にNHK高松の中継局「伊吹島中継局」が設置されている（民放は香川・岡山両県を放送対象地域とする準広域放送であるが、NHKは香川県のみを放送対象地域とする県域放送のため）。ちなみに伊吹島はケーブルテレビのサービスエリア外である。
| 局名                 | 局名                 | NHK高松 | NHK高松 | NHK岡山 | NHK岡山 | RNC  | KSB  | RSK  | OHK  | TSC  | 出力         | 偏波面 | 送信 場所 |
| 局名                 | 局名                 | 総合    | 教育    | 総合    | 教育    | RNC  | KSB  | RSK  | OHK  | TSC  | 出力         | 偏波面 | 送信 場所 |
| デジタルリモコン番号 | デジタルリモコン番号 | 1ch     | 2ch     | 1ch     | 2ch     | 4ch  | 5ch  | 6ch  | 8ch  | 7ch  | 出力         | 偏波面 | 送信 場所 |
| -------------------- | -------------------- | ------- | ------- | ------- | ------- | ---- | ---- | ---- | ---- | ---- | ------------ | ------ | --------- |
| 西讃岐               | デジタル             | 24ch    | 13ch    | -       | -       | 15ch | 17ch | 21ch | 28ch | 18ch | 100W         | 水平   | 大麻山    |
| 西讃岐               | アナログ             | 44ch    | 40ch    | -       | -       | 50ch | 42ch | 48ch | 52ch | 46ch | 3kW          | 水平   | 大麻山    |
| 観音寺               | デジタル             | 32ch    | 29ch    | -       | -       | 34ch | -    | -    | -    | -    | 0.3W         | 水平   | 七宝山    |
| 観音寺               | アナログ             | 56ch    | -       | -       | -       | 62ch | -    | -    | -    | -    | RNC10W/NHK3W | 水平   | 七宝山    |
| 観音寺室本           | アナログ             | 45ch    | -       | -       | -       | -    | -    | -    | -    | -    | 1W           | 垂直   | 地区北部  |
| 岡山 (北讃岐)        | デジタル             | (24ch)  | (13ch)  | 32ch    | 45ch    | 20ch | 30ch | 21ch | 27ch | 18ch | 2kW(200W)    | 水平   | 金甲山    |
| 岡山 (北讃岐)        | アナログ             | -       | -       | 5ch     | 3ch     | 9ch  | 25ch | 11ch | 35ch | 23ch | V10kW/U20kW  | 水平   | 金甲山    |
| 伊吹島               | アナログ             | 54ch    | -       | -       | -       | -    | -    | -    | -    | -    | 0.5W         | 垂直   | 島北部    |

AMラジオ放送の場合、香川県は平野が多い地域であるため高松本局を直接受信できる地域が多いが、観音寺市の場合は香川県の西端に位置し高松市から地理的に隔離された環境にあるため、NHK・RNCともに観音寺中継局が設置されている。また、NHK第2放送は全国放送であるため周辺地域の電波を受信することにより全国をカバーする理由から観音寺市内及び周辺に中継局は無く、瀬戸内海各地の電波を受信する。
FMラジオ放送の場合は五色台にある高松本局を受信する。

#### AMラジオ放送
- NHK高松第1放送：1584kHz（観音寺局 出力100W）
- NHK高松/松山第2放送：1035kHz（高松局/新居浜局 出力1kW/100W）
  - NHK岡山第2放送：1386kHz（岡山局 出力5kW）
  - NHK広島第2放送：1602kHz（尾道局 出力1kW）

- 西日本放送ラジオ：1449kHz（観音寺局 出力100W）

#### FMラジオ放送
- NHK高松FM放送：86.0MHz（高松局 出力1kW）
- FM香川：78.6MHz（高松局 出力1kW）
- 西日本放送ラジオ（ワイドFM）：90.3MHz（高松局 出力1kW）

県外波
- NHK岡山第1放送：603kHz（岡山局 出力5kW）
- RSKラジオ：1494kHz（岡山局 出力10kW）
- 南海放送ラジオ：1116kHz（新居浜局 出力1kW）
- 中国放送ラジオ：1530kHz（福山局 出力1kW）
- NHK大阪第1放送：666kHz（大阪局 出力100kW）
- NHK大阪第2放送：828kHz（大阪局 出力300kW）

- NHK岡山FM放送：88.7MHz（岡山局 出力1kW）
- FM岡山：76.8MHz（岡山局 出力1kW）
- FM愛媛：80.0MHz（川之江局 出力100W）
- 広島FM：77.1MHz（尾道局 出力500W）
- 南海放送ラジオ（ワイドFM）：91.2MHz（川之江局 出力10W）

## 通信
観音寺市内の市外局番は全域で0875（観音寺MA）である。観音寺市以外で同じ観音寺MAなのは三豊市で全域が0875、この域内では市内通話が可能である。観音寺MAの加入者総数は4万6802回線。
観音寺MA収容局一覧
| 観音寺：観音寺市観音寺町字白浜甲1059番地 木の郷：観音寺市木之郷町 伊吹：観音寺市伊吹町 讃岐豊浜：観音寺市豊浜町姫浜字大屋敷450番地 大野原：観音寺市大野原町大野原 山本：三豊市山本町辻 讃岐豊中：三豊市豊中町本山甲 | 財田：三豊市財田町財田上1882番地 讃岐高瀬：三豊市高瀬町新名 麻二宮：三豊市高瀬町佐股 仁尾：三豊市仁尾町仁尾 詫間：三豊市詫間町詫間2120番地1 讃岐荘内：三豊市詫間町大浜1337番地 |

## 名所・旧跡・観光スポット・祭事・催事

### 名所・旧跡
- 瀬戸内海国立公園
  - 琴弾公園 （有明町）
    - 銭形砂絵
    - 観音寺松原：日本の白砂青松100選
    - 有明浜海水浴場

  - 伊吹島

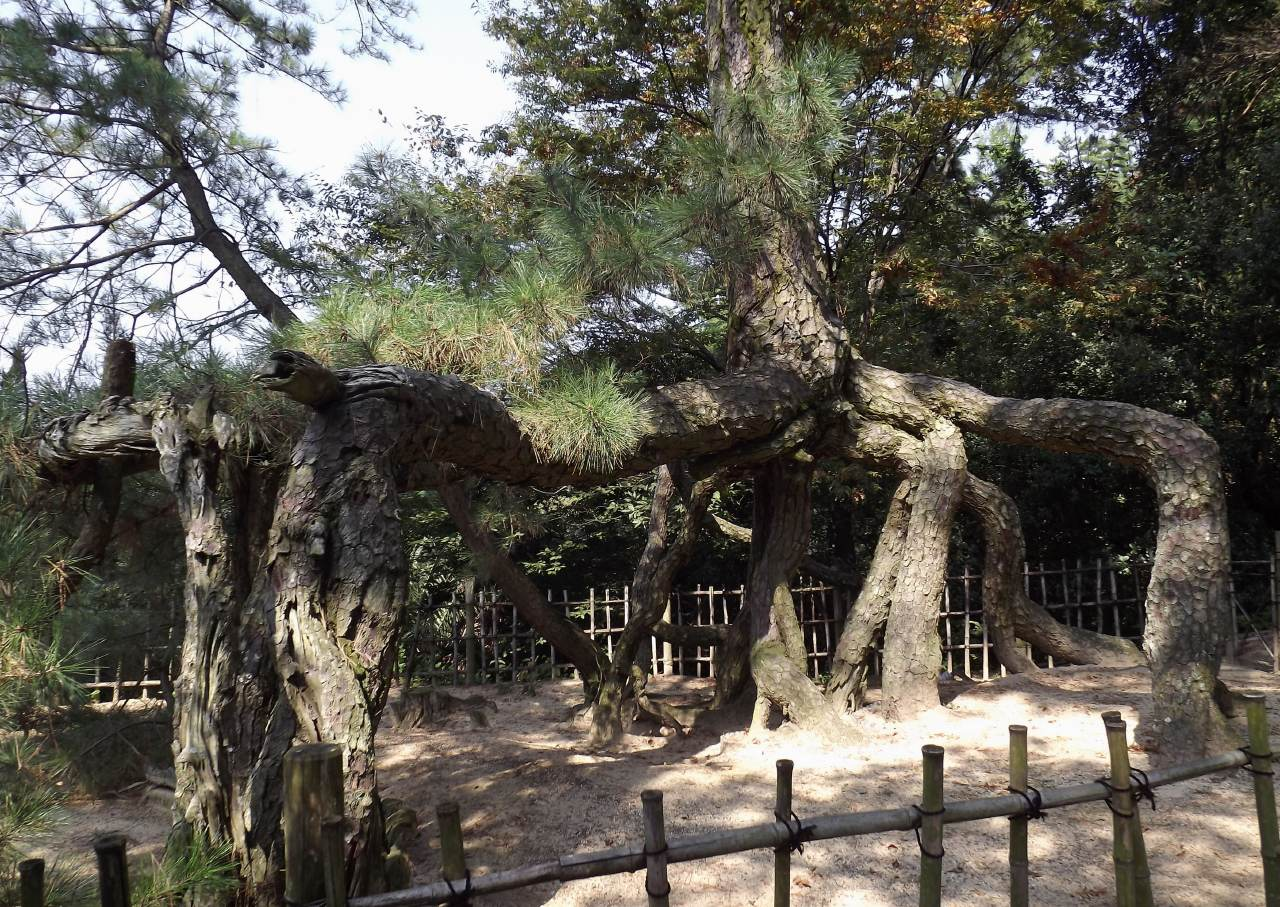
根上がり松

    - 島四国：毎年 旧暦3月21日に行なわれている。
    - 「出部屋」跡：昔、妊産婦が出産後、新生児とともに約一ヶ月間共同生活したところ。
- 天空の鳥居 高屋神社本宮 （高屋町）
- 興昌寺（八幡町）： 一夜庵、興昌寺山八十八ヶ所
- 根上がり松（有明町）*根上がり松位置

- 一の宮公園（豊浜町姫浜）：恋人の聖地

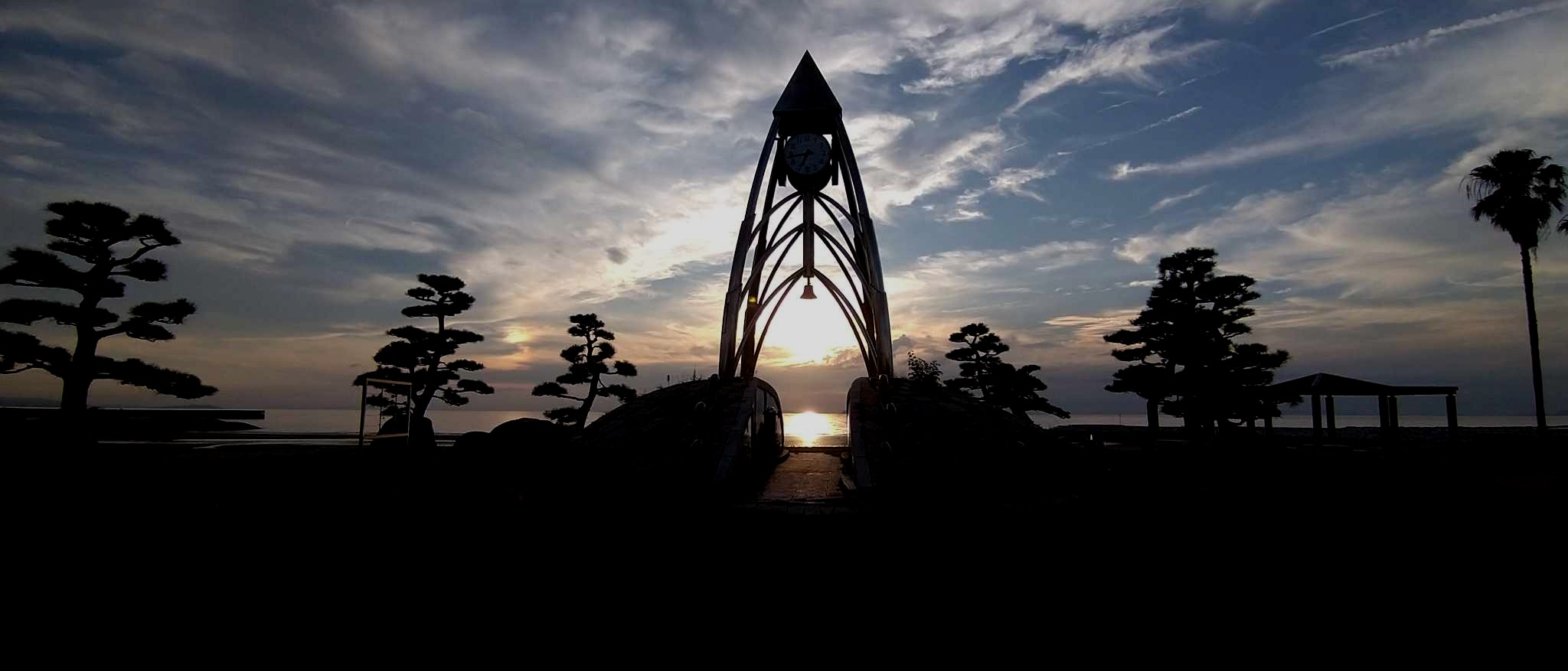
一の宮公園

- 豊稔池石積式アーチダム（大野原町田野々）：国の重要文化財
- 井関池（大野原町井関）：地層がはっきり分かる。*井関池位置
- 萩の丘公園 （大野原町萩原）*萩の丘公園位置

- 粟井神社（粟井町）
- 一方宮（大野原町花稲）：安産祈願の神社。ここにお参りすると元気な子に恵まれるといわれている。*一方宮位置
- 一宮神社（豊浜町姫浜）
- 七福神社（豊浜町箕浦）
- 神田神社（豊浜町箕浦）
- 大野原八幡神社（大野原町）

### 札所社寺

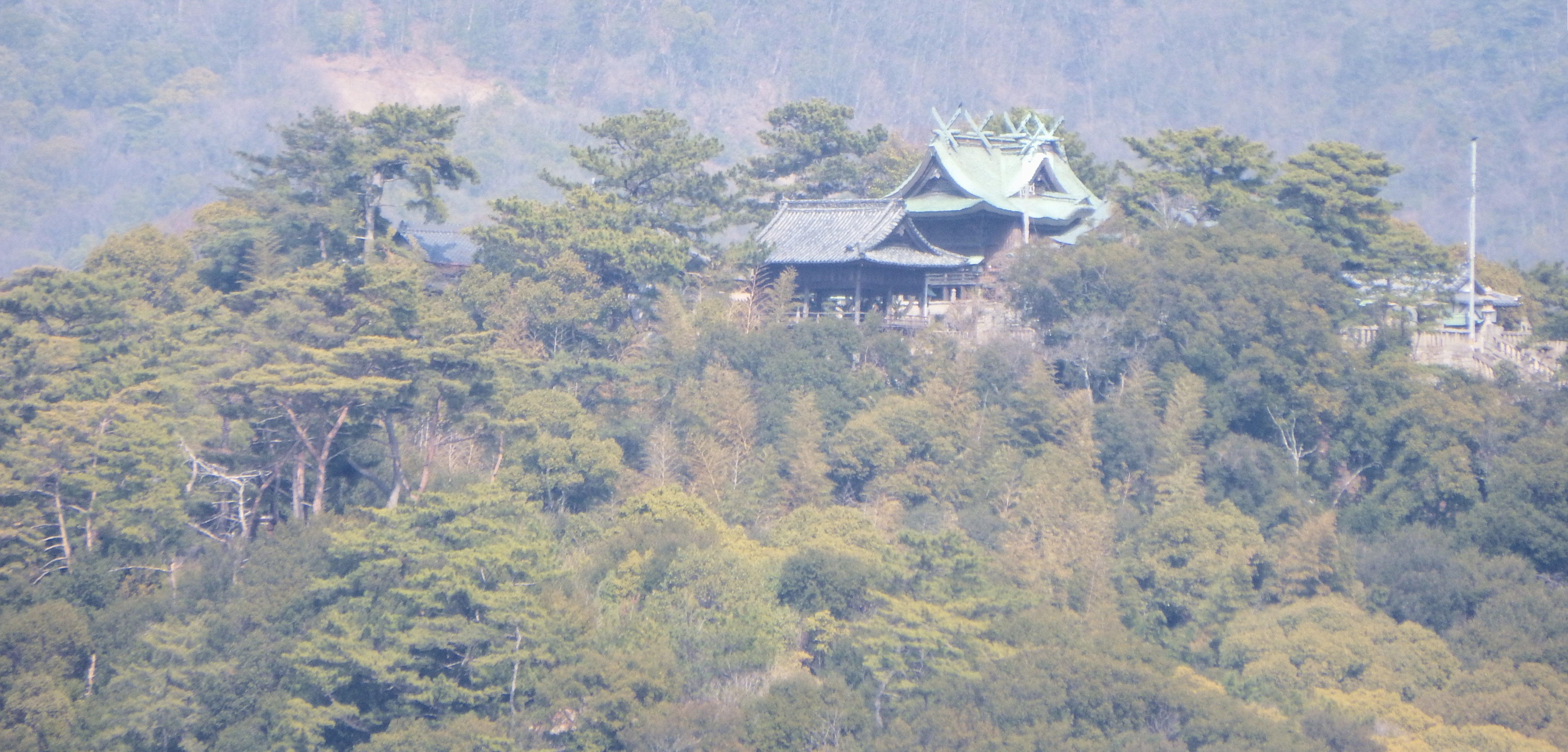
琴弾八幡宮

- 四国八十八ヶ所：(68)神恵院（じんねいん）、(69)観音寺（かんのんじ）
- 四国別格二十霊場(16)および四国三十六不動霊場(28)：萩原寺
- 新四国曼荼羅霊場：(23)琴弾八幡宮、(24)宗林寺
- さぬき十五社：琴弾八幡宮、豊浜八幡神社

### 観光スポット
- 世界のコイン館 （有明町） - 大平正芳記念館を併設。
- ちょうさ会館 （豊浜町）

### 祭事・催事
- 市内各地で、ちょうさ（太鼓台）祭りが開かれる。

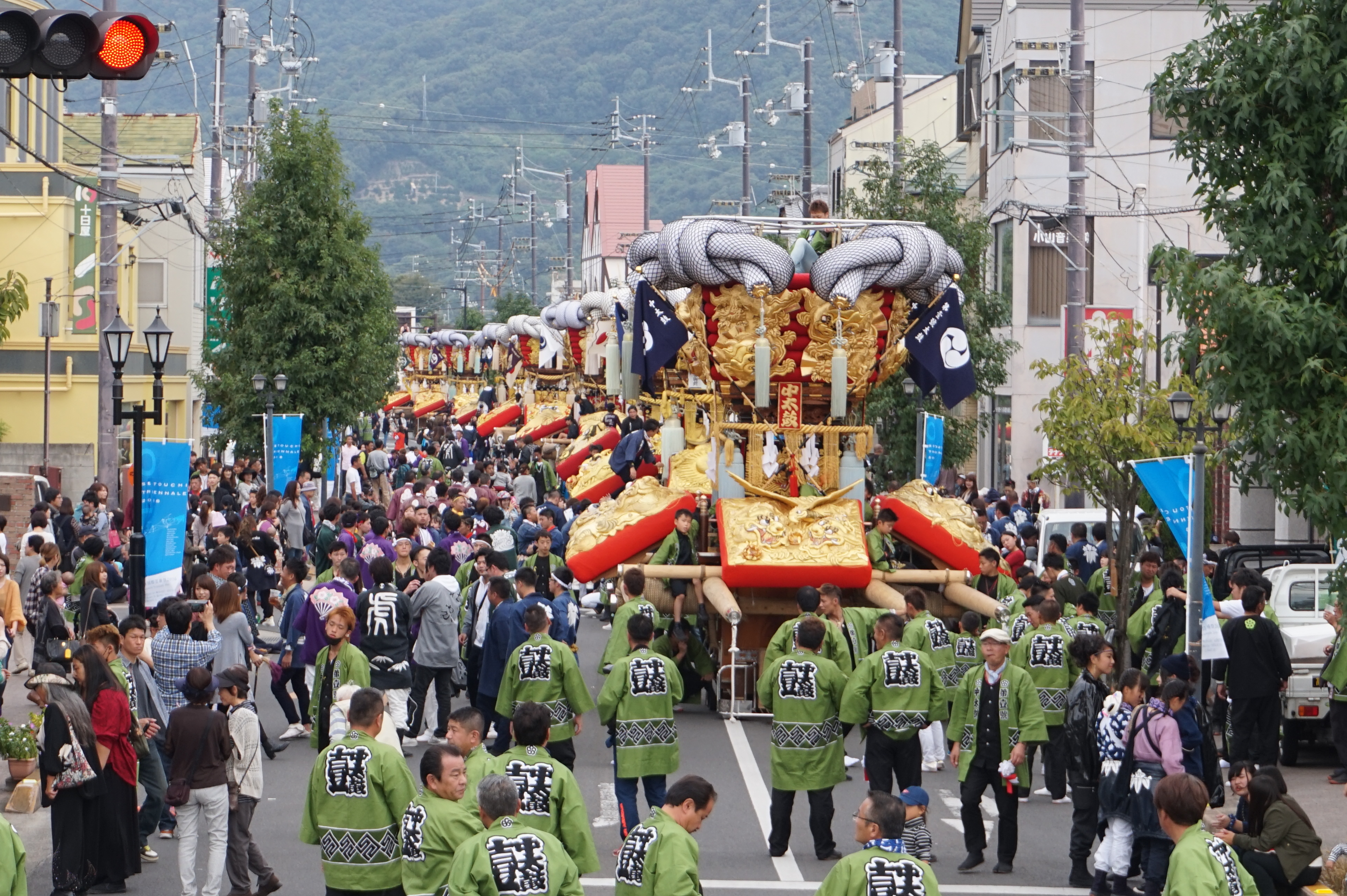
ちょうさ祭り

- 琴弾八幡宮大祭
- 稲積山高屋祭
- 柞田ちょうさ祭り
- 豊浜ちょうさ祭 （豊浜町）
- 大野原八幡神社秋季例大祭 （大野原町）
- 銭形まつり （観音寺町）
- 粟井あじさい祭り（粟井町）

### レジャー
- 天然温泉琴弾廻廊 （有明町にある温泉施設。讃岐スパ開発㈱が経営している。奇数日・偶数日に、男湯・女湯の入替日を設けている。）
- サテライト観音寺（旧観音寺競輪場）（市のマスコット「銭形くん」はここが発祥）
- 一の宮キャンプ場 （豊浜町姫浜）
- 一の宮海水浴場 （豊浜町姫浜）
- 雲辺寺山頂公園（スキー場跡を開発）

## 観音寺市を舞台とする作品
- 青春デンデケデケデケ - 芦原すなお
- 椿説弓張月 - 曲亭馬琴
- 野に咲け、あざみ - 芦原すなお
- そらうた - フロントウイング
- カナリア 〜この想いを歌に乗せて〜（OVA） - フロントウイング
- 結城友奈は勇者である

## 著名な出身者
- 大平正芳（第68・69代内閣総理大臣）
- 久地明（俳優、殺陣師）
- 大野功統（元防衛庁長官）
- 芦原すなお（作家）
- 加藤義和（加ト吉社長、元旧観音寺市長）
- 堯天義久（建築学者、元神戸大学学長）
- 四宮和夫（民法学者）
- 月原茂皓（参議院議員）
- 三瀬幸司（元プロ野球選手）
- 久保尚志（社会人野球選手）
- 琴ヶ濱貞雄（元大関）
- 琴錦登（元小結） - 佐渡ケ嶽部屋をおこした。弟子の多くに「琴」のついた四股名を命名している。
- 三津谷祐（陸上競技選手）
- 荻田大樹 (陸上競技選手)
- Ikoman（アレンジャー）
- たいぞう（お笑い芸人）
- 合田正和（アメリカンフットボール選手）
- 永田寛哲（ピクシブ代表取締役会長）
- 門脇俊一（画家、1913年-2006年）[13]
- 合田好道（陶芸家、画家）
- 津田健太（元山陽放送アナウンサー）
- 川人千明（1994年ミス・ユニバース・ジャパン）
- ガリベンズ矢野（お笑い芸人）
- 行天優莉奈（アイドル、KLP48・元AKB48） - 2022年より観音寺市ふるさと応援大使